# Laut.de
laut.de est un webzine musical germanophone fondé en 1998 à Constance, en Allemagne. Il est particulièrement spécialisé dans les genres musicaux pop, rock, musique alternative, heavy metal, hip-hop, jazz et techno. 

## Caractéristiques
Le site web offre des critiques professionnelles de nouveaux albums et DVD de tous les genres musicaux, mais aussi des entrevues avec des musiciens ou organisateurs de festivals, des nouvelles musicales, des biographies, des vidéoclips, des articles sur des recherches musicales ainsi que des systèmes d'évaluation et un forum diversifié à ses internautes. 
Quatorze journaliste et informaticiens travaillent à temps plein pour laut.de, le directeur en est son créateur, Rainer Henze, depuis 1998. laut.de est l'un des premiers webzines germanophones du genre et le site est devenu de plus en plus populaire. Une étude datant du mois d'octobre 2006 démontre que 11,9 millions d'accès ont été enregistrés par un total de 2,5 millions d'internautes durant ce mois, ce qui est équivalent aux chiffres des internautes se promenant sur les sites d'internet de MTV et VIVA. Depuis 2005 existe aussi la radio laut.fm, et depuis 2006 un podcasting à chaque jour. Une offre élargie par rapport aux vidéoclips existe depuis 2007.
En octobre 2006, le site web compte 2,5 millions de visites par mois.
Le webzine compte plusieurs récompenses à son actif : Online Redaktion 2002, le Digital Lifestyle Award 2008, et la catégorie « Deutschland — Land der Ideen » 2009.